# 발로델라루카니아
발로델라루카니아(이탈리아어: Vallo della Lucania)는 이탈리아 캄파니아주 살레르노도 아말피 근처에 있는 코무네이다.